# دودو اکدی
دودو اکدی، پادشاه اکد در قرن بیست و دوم پیش از میلاد که بر اساس فهرست پادشاهان سومری 21 سال سلطنت کرد. او به عنوان پادشاه در زمان هرج و مرج نسبی که پس از مرگ شار کالی شری رخ داده بود، به تصویر کشیده شده است. فهرست شاه از چهار چهره دیگر نام می برد که طی یک دوره سه ساله پس از مرگ شارکلی شری برای تاج و تخت رقابت می کردند. سوابق دیگری در دست نیست که به هیچ یک از این رقبا اشاره کند، اما چند اثر با کتیبه‌هایی که حکمرانی دودو بر یک ایالت اکدی را تأیید می‌کنند که ممکن است کمی بیشتر از پایتخت، یعنی خود اکد را شامل شود